# Richardson
Richardson (czyt. Riczardson) – miasto w amerykańskich hrabstwach Dallas i Collin, w stanie Teksas. Jest częścią obszaru metropolitalnego Dallas–Fort Worth. Według spisu z 2020 roku liczy 119,5 tys. mieszkańców. 
Jest siedzibą University of Texas at Dallas, oraz technologicznego centrum biznesowego Telecom Corridor, z dużą koncentracją firm telekomunikacyjnych. Na obszarze Richardson swoją działalność prowadzi ponad 5700 firm, w tym 600 firm technologicznych i są to m.in.: AT&T, Verizon, Samsung, MetroPCS i Texas Instruments. Największą bazę zatrudnienia w Richardson zapewnia branża ubezpieczeniowa, z biurami takich firm, jak: State Farm, czy GEICO.

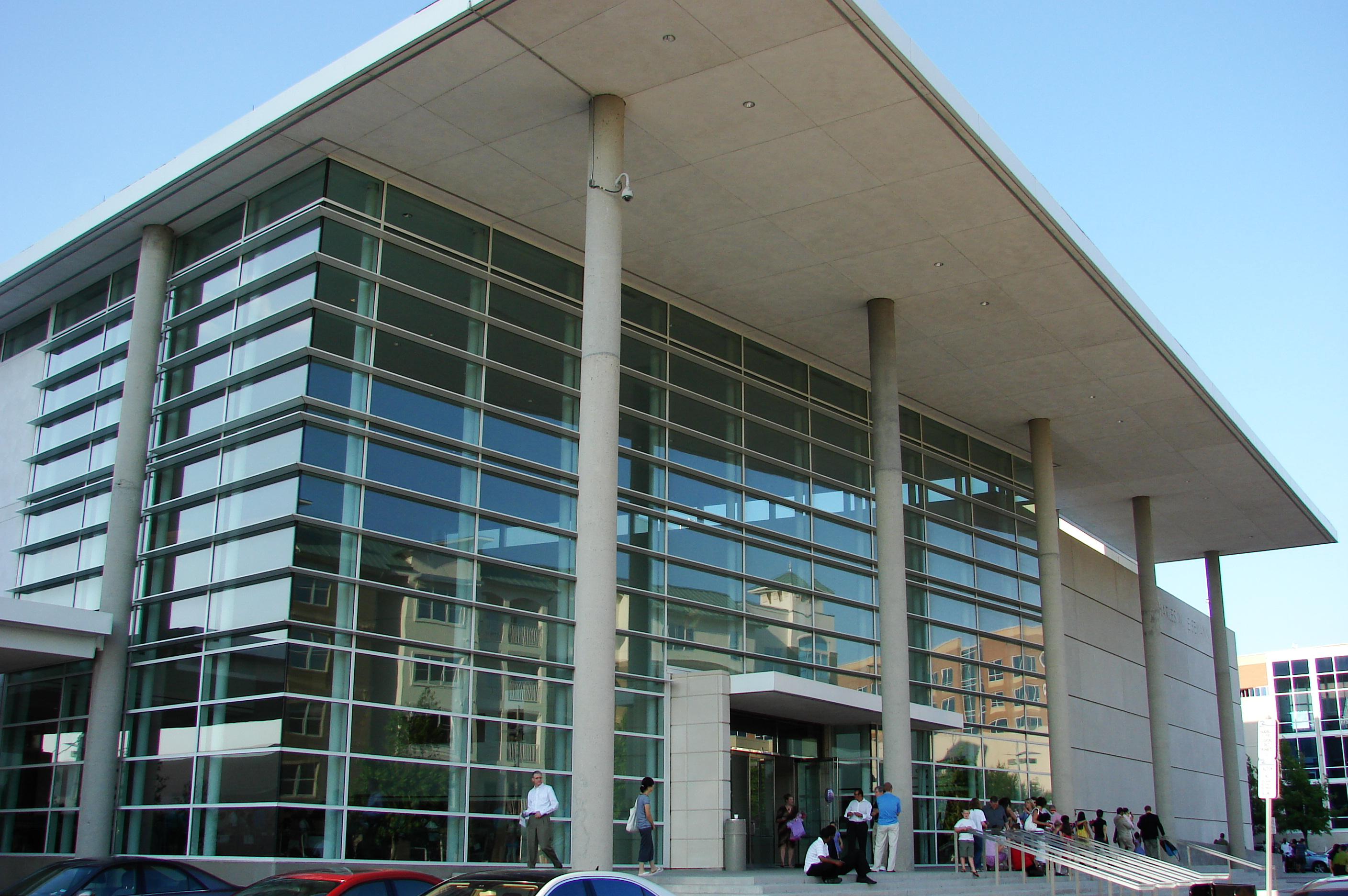
Charles W. Eisemann Center for Performing Arts w Richardson

Richardson to także centrum kulturalne, zwłaszcza od czasu otwarcia ogromnego Centrum Charlesa W. Eisemanna. Goście mogą korzystać z 64 km szlaków pieszych i rowerowych, oraz 37 km chodników w leśnym rezerwacie Galatyn i rezerwacie przyrody Spring Creek.